# Jamie Wong
 Wan Yiu Jamie Wong  (chinesisch 黃蘊瑤 / 黄蕴瑶, Pinyin Huáng Yùnyáo, Jyutping Wong4 Wan2*3jiu4; * 4. November 1986 in Hongkong) ist eine ehemalige Radsportlerin aus Hongkong, die auf Bahn und Straße aktiv war.

## Sportliche Laufbahn
Ab Ende der 2000er Jahre war Jamie Wong eine der erfolgreichsten und vielseitigsten Radsportlerinnen Asiens. 2008 belegte sie beim Lauf des Bahnrad-Weltcups in Kopenhagen den ersten Platz im Punktefahren und war somit die erste Radsportlerin aus Asien, die bei einem Bahn-Weltcup eine Goldmedaille errang, nachdem sie schon der erste weibliche Profi im Nationalteam von Hongkong gewesen war. Im Jahr darauf belegte sie Platz sechs im Einzelzeitfahren bei den Asiatischen Radsportmeisterschaften. 2010 errang sie bei den kontinentalen Meisterschaften im Punktefahren Silber, obwohl sie während des Rennens gestürzt war und sich mehrere Rippen gebrochen hatte. 2012 sowie 2013 wurde sie asiatische Meisterin in derselben Disziplin. 2014 errang Jamie Wong bei den Asienspielen die Bronzemedaille im Einzelzeitfahren.
Zweimal – 2011 und 2013 – wurde Wong Meisterin von Hongkong im Straßenrennen, 2013 errang sie zudem den Titel im Einzelzeitfahren. Auf der Bahn wurde sie 2013 nationale Meisterin in der Einer- sowie in der Mannschaftsverfolgung.
2008 sowie 2012 startete Jamie Wong bei Olympischen Spielen; 2008 belegte sie im Punktefahren Platz 15. Vier Jahre später nahm sie am Straßenrennen teil, konnte dieses aber nicht beenden.
Im Frühjahr 2015 erklärte Jamie Wong ihren Rücktritt vom aktiven Radsport. Sie wolle ihr Studium an der Universität beenden.